# Grand Theft Auto (seria)
Grand Theft Auto (GTA) – seria gier komputerowych wydana przez firmę Rockstar Games, określana mianem jednej z najbardziej kontrowersyjnych serii gier komputerowych. Odniosła duży sukces komercyjny – sprzedano łącznie ponad 220 milionów egzemplarzy gier.

## Historia

### Grand Theft Auto i Grand Theft Auto 2
Pierwsza część serii została wydana 27 października 1997, natomiast Grand Theft Auto 2 dwa lata później – 27 października 1999.

### Grand Theft Auto: London
Grand Theft Auto: London 1969 to wydany w 1999 roku dodatek do Grand Theft Auto. Akcja rozgrywa się w Londynie w roku 1969. Dla graczy przygotowano cztery plansze. Dostępne rodzaje broni to: pistolet, karabin maszynowy, bazooka, miotacz ognia oraz czołg. Gra niewiele różni się od poprzedniczki grafiką. Wśród pojazdów pojawiły się skutery i wspomniany wcześniej czołg. Gra została rozszerzona o kolejny dodatek – Grand Theft Auto: London, 1961.

### Grand Theft Auto Advance
W tej grze dodano jedynie nową broń. Od tej pory można było używać katany, karabinu maszynowego, koktajli Mołotowa, pistoletu, bazooki, uzi, strzelby i granatu. Grafika była podobna do tej z GTA2, lecz miała bogatszą paletę kolorów. Stworzona została na przenośną konsolę Game Boy Advance.

### Grand Theft Auto III
Przełomem dla serii stała się trzecia część. Gra była trójwymiarowa. Przeniesienie gry w trójwymiar spowodowało także, że sama gra stała się bardziej brutalna.
Po raz pierwszy w historii serii gra została okraszona rozwijającą się i spójną fabułą – gracz stara się zemścić na swojej byłej dziewczynie, która zdradziła go w czasie wspólnego napadu na bank (ewenementem było to, że przez całą grę postać którą gracz kieruje, ani razu się nie odzywa, gracz nie poznaje także jej imienia, dopiero w Grand Theft Auto: San Andreas gracz dowiaduje się, że jego imię to Claude). Specjalnie na potrzeby gry nagrano kilka godzin audycji radiowych, z których każda serwowała inną muzykę m.in. muzykę klasyczną, pop, rock, rap, reggae, czy drum and bass. Można było także posłuchać rozmów z różnymi ciekawymi osobistościami. Mimo iż grze brakowało kilku istotnych elementów, została bardzo ciepło przyjęta przez recenzentów.
Po sukcesie Grand Theft Auto III powstało wiele gier utrzymanych w podobnej konwencji (np. True Crime: Streets of L.A. czy, mająca premierę równo z GTA III – Mafia).
Wydana na konsolę PlayStation Portable przez Rockstar Games gra Grand Theft Auto: Liberty City Stories rozgrywa się trzy lata wcześniej w tym samym mieście, co GTA III. Również Grand Theft Auto: Vice City rozpoczyna swoją akcję w Liberty City, a na początku gry Grand Theft Auto: San Andreas gracz wraca z Liberty City do tytułowego stanu.

### Grand Theft Auto: Vice City
W roku 2002 pojawiła się kolejna odsłona, Grand Theft Auto: Vice City, która uzupełniała braki poprzedniczki i oferowała jeszcze więcej możliwości. Poprawiono grafikę i wprowadzono nowe elementy: możliwość jazdy na motocyklach, wyskok z jadącego auta/motoru, zarabianie pieniędzy na kursowaniu autobusem od przystanku do przystanku, możliwość latania helikopterami, możliwość kupowania firm, kupowania posiadłości z garażami, w których można zaparkować auto i automatycznie zostaje ono tam zapisane wraz ze stanem gry, rabowanie sklepów (od aptek po sklepy z biżuterią). Stare elementy gry zostały udoskonalone. Wprowadzono co najmniej kilkadziesiąt nowych pojazdów. W porównaniu z Grand Theft Auto III polepszono technikę pływania łodzią, a postać, w którą wciela się gracz stała się bardziej wytrzymała jeśli chodzi o bieganie. W poprzedniej części gry głównym wątkiem fabuły były skomplikowane porachunki gangów. Tym razem fabuła dziejąca się w Vice City opowiada o przyjaźni Tommy’ego Vercettiego i Lance’a Vance’a wplecionej w gangsterskie porachunki – Tommy stracił w transakcji narkotyki i pieniądze (należące do Sonny’ego), a Lance stracił swojego brata, Victora. Związali spółkę, jednakże niepowodzenia Lance’a i złe traktowanie go przez Tommy’ego było główną przyczyną zdrady Lance’a (Lance potajemnie poinformował Sonny’ego, że pieniądze przygotowane dla niego są fałszywe).

### Grand Theft Auto: San Andreas
Grand Theft Auto: San Andreas przyniosło kolejne nowości. Gracz ma możliwość zmieniania wizerunku bohatera gry: można tracić lub przybierać na wadze, w zależności od tego, jaki tryb życia prowadzi postać (dużo sportów (np. koszykówka, skoki ze spadochronem, bieganie itp.) siłownia, jedzenie fast-foodów), można także odwiedzić fryzjera, aby zmienić fryzurę, kupować ubrania, czy zrobić tatuaż, co – podobnie jak wysportowana sylwetka – podnosi respekt do postaci i jej seksapil. Bohater ma możliwość pływania w wodzie.
Ponownie powiększyła się lista pojazdów, jakimi można się poruszać. Dodano możliwość jazdy pociągiem, quadem, rowerem, traktorem, kombajnem, a także dodano opcję tuningu samochodów – pojazdy po tuningu zachowują się inaczej, niż auta w wersji fabrycznej.
Zwiększył się także arsenał broni i gadżetów, do których doszły m.in. wibrator, jetpack, aparat fotograficzny, spadochron, noktowizor czy łopata.
Z rozrywek dostępnych w GTA San Andreas wymienić można chociażby organizowanie gangu i zabieranie go na akcje, granie w gry wideo, robienie zdjęć, rabowanie domów, gra w kasynach, skakanie ze spadochronem czy malowanie po ścianach graffiti. Grand Theft Auto San Andreas – jak każda gra z tej serii – daje graczowi swobodę: może on wykonywać podstawowe misje od zleceniodawców, które są niezbędne do ukończenia głównego wątku gry bądź wybrać, co chce w danym momencie robić. Może przykładowo jeździć bądź spacerować po mieście, aby siać popłoch wśród przechodniów; dokonywać rozbojów i uciekać przed policją; przysłużyć się społecznie miastu, wykonując misję karetką, wozem strażackim, taksówką lub radiowozem; wykonywać dodatkowe zlecenia, m.in. na telefon; szukać ukrytych paczek (graffiti, podków, ostryg, zdjęć do wykonania), za które gracz dostaje specjalne bonusy; zarabiać dodatkowe pieniądze, np. kradnąc samochody na zlecenia czy brać udział w nielegalnych wyścigach. Gracz może również grać w gry video, grać w bilard z komputerowym przeciwnikiem, na przykład w barach, lub odwiedzić kasyno i zagrać w Blackjacka, ruletkę, pokera czy jednorękiego bandytę.
Poprawiono także kolejne błędy z poprzednich gier: Carl Johnson potrafi pływać i nurkować, czego nie potrafili bohaterowie wcześniejszych części serii (dopiero bohaterowie GTA Vice City Stories i GTA IV potrafili pływać, ale nie umieli nurkować), a także uczy się, w miarę wykonywania jakichś czynności – im dłużej je wykonuje, tym jest w nich lepszy. Policjanci interweniują w przypadku każdego naruszenia prawa, nie tylko tych, których dopuścił się CJ (aczkolwiek pewnym niedopracowaniem jest, gdy policjant stara się zastrzelić ludzi tylko dlatego, że ci drasnęli policyjny radiowóz).
Poza tym zostaje rozbudowana fabuła gry. Akcja dzieje się w stanie San Andreas, gdzie CJ wraca z Liberty City na pogrzeb swojej matki. Jednakże chłopak zostaje wrobiony przez oficerów Franka Tenpenny'ego, Eddiego Pulaskiego i Jimmy’ego Hernandeza w handel narkotykami i zabójstwo oficera Pendelbury'ego. Teraz bohater musi oczyścić siebie z zarzutów oraz ochronić swoją rodzinę przed spiskiem, który sięga głębiej, niż wydaje się bohaterowi.

### Grand Theft Auto: Liberty City Stories i Grand Theft Auto: Vice City Stories
Akcja gier rozgrywa się przed wydarzeniami ukazanymi odpowiednio w Grand Theft Auto III i Grand Theft Auto: Vice City. Zmieniono w nich krajobraz zarówno miasta Liberty City jak i Vice City – niektóre zmiany są związane z poczynaniami głównego bohatera, np. w GTA Liberty City Stories (rok 1998) Toni Cipriani, bohater tej gry, wysadził stary tunel kolejowy, zawalając znajdującą się nad nim dzielnicę, dlatego w GTA III (rok 2001) odbywa się tam budowa hotelu. Podobna sytuacja dotyczy sieci podziemnych tuneli.

### Grand Theft Auto IV
GTA IV przyniosło kolejne zmiany. W głównej mierze jest to zasługa nowego silnika fizycznego Euphoria oraz silnika graficznego RAGE. W grze stworzono namiastkę internetu (newsy, serwisy randkowe, pobieranie dzwonków telefonicznych). Każdy motocyklista posiada kask, natomiast kradzież samochodu jest bardziej efektowna (wybijanie szyby łokciem, zapalanie silnika samochodu zwarciem, itp.). Bohater tej części, Niko Bellic może dzwonić z telefonu komórkowego, odbierać połączenia oraz czytać i wysyłać SMSy. Dodano nowe zachowania pieszych, przydzielono im cele oraz poprawione zostało zachowanie policji (skuwanie kajdankami przestępców, a nie ich zabijanie, a także zachodzenie gracza od tyłu). Z grą zintegrowany został po raz pierwszy oficjalny tryb wieloosobowy (tryby takie jak kooperacja, wyścigi samochodowe oraz Cops 'n Crooks). Dodano widok z kamery zza kierownicy (widoczna maska samochodu), możliwość przywołania taksówki na żądanie. HUD posiada: radar z GPS-em, wokół którego jest obwódka prezentująca stan energii (kolor zielony) oraz kamizelki (kolor niebieski), a także – w prawym górnym rogu ekranu – ikonkę wybranej broni oraz stan magazynku. Gracz ma również do wyboru celowanie automatyczne lub manualne. Usprawnieniem w tej części jest wyświetlanie na miniradarze lokalizacji radiowozów policyjnych ścigających bohatera. Jednakże nowością jest sposób gubienia pościgu – należy wydostać się poza okrąg reprezentujący obszar poszukiwań. Podobnie jak w poprzednich częściach serii, gracz może przemalować samochód, aby uciec przed policją (w przeciwieństwie do poprzednich odsłon serii nie może być jednak zauważony przez policjanta podczas tej czynności). Im większy stopień poszukiwań, tym większy obszar, na którym jest się ściganym – przy sześciu gwiazdkach obszar ma wielkość połowy wyspy Algonquin.
Fabuła skupia się na Niko Bellicu, który przypływa frachtowcem do Liberty City, zachęcony listami jego kuzyna Romana, właściciela podupadającego przedsiębiorstwa taksówkarskiego. Jednak na miejscu okazuje się, że wszystko, co pisał mu w listach było kłamstwem. Roman, który bohaterowi obiecywał „amerykański sen”, tak naprawdę jest bankrutem zadłużonym u mafii rosyjskiej.

### Grand Theft Auto V
25 października 2011 roku na oficjalnej stronie internetowej Rockstar Games pojawiło się logo nowej gry z serii Grand Theft Auto i informacja o zwiastunie, którego premiera odbyła się 2 listopada. Gracz ponownie odwiedzi lokacje będące tłem fabuły Grand Theft Auto: San Andreas, a ściślej mówiąc w Los Santos, oraz okolicznych górach i wsiach. Gra została wydana 17 września 2013 roku na konsole PlayStation 3 i Xbox 360, 18 listopada 2014 na konsole PlayStation 4 i Xbox One, a 14 kwietnia 2015 na komputery osobiste. Głównymi jej bohaterami są Michael De Santa, Trevor Philips i Franklin Clinton.

### Grand Theft Auto VI
5 grudnia 2023 roku ukazał się pierwszy zwiastun do gry Grand Theft Auto VI.

### Kontrowersje
Seria Grand Theft Auto zyskała opinię gier brutalnych, niepoprawnych, dających zły przykład, budzących agresję i najbardziej „grywalnych”. Sama nazwa (w wolnym tłumaczeniu: kradzież samochodu, mianem Grand Theft Auto amerykańska policja potocznie określa nadzwyczaj zuchwałą kradzież pojazdu) wskazuje na gatunek gry.
Pierwsze dwie części tej serii wraz z dodatkami London można pobrać ze strony producenta gry.

### Lista gier serii
- Grand Theft Auto (1997 – PlayStation, PC, Game Boy Color)
  - Grand Theft Auto: London 1969 (1999 – PlayStation, PC)
  - Grand Theft Auto: London 1961 (1999 – PC)
- Grand Theft Auto II (1999 – PlayStation, PC, Game Boy Color, Dreamcast)
- Grand Theft Auto III (2001 – PlayStation 2, 2002 – PC, 2003 – Xbox, 2012 – iOS, Android[12])
- Grand Theft Auto: Vice City (2002 – PlayStation 2, 2003 – PC, Xbox, 2012 – iOS, Android)
- Grand Theft Auto: San Andreas (2004 – PlayStation 2, 2005 – PC, Xbox, 2013 – iOS, Android)
- Grand Theft Auto Advance (2004 – Game Boy Advance)
- Grand Theft Auto: Liberty City Stories (2005 – PlayStation Portable, 2006 – PlayStation 2, 2015 – iOS, 2016 – Android)[13]
- Grand Theft Auto: Vice City Stories (2006 – PlayStation Portable, 2007 – PlayStation 2)
- Grand Theft Auto IV (2008 – Xbox 360, PlayStation 3, PC)
- Grand Theft Auto IV: The Lost and Damned (2009 – Xbox 360, 2010 – PC, PlayStation 3)[14]
- Grand Theft Auto: Chinatown Wars – (2009 – Nintendo DS, PlayStation Portable, iOS, Android)
- Grand Theft Auto: The Ballad of Gay Tony (2009 – Xbox 360, 2010 – PC, PlayStation 3)[15]
- Grand Theft Auto V (2013 – PlayStation 3, Xbox 360, 2014 – PlayStation 4, Xbox One, 2015 – PC, 2022 – Xbox Series X/S, PlayStation 5)
  - Grand Theft Auto Online – tryb wieloosobowy do Grand Theft Auto V

- Grand Theft Auto: The Trilogy – The Definitive Edition (2021 – PlayStation 4, PlayStation 5, Xbox One, Xbox Series X/S, PC, Nintendo Switch, 2022 – iOS, Android)[16]
- Grand Theft Auto VI (w produkcji – PlayStation 5, Xbox Series X/S)

## Fabuła
Fabuła poszczególnych gier z serii nie jest ze sobą bezpośrednio powiązana. Gracz wciela się w postać gangstera, który wykonuje zadania otrzymane od swoich zleceniodawców. Mocodawców w każdej części jest kilku, każdy z nich ma inny charakter i osobowość, więc zadania od nich są bardzo zróżnicowane, choć przeważnie polegają na zlikwidowaniu kogoś np. szefa wrogiego gangu lub kogoś, kto podpadł zleceniodawcy.

## Powiązania i podstawowe cechy części
To co gracz mógł znaleźć lub zrobić w nowszych GTA, np. przemalowanie auta czy słuchanie radia, pojawiło się już w pierwszej części. Jednak w coraz świeższych te cechy są poprawiane lub całkiem usunięte. Niekiedy pojawia się nowe rozwiązanie. Oto szczegółowa lista z opisami tych cech i możliwości w grach serii Grand Theft Auto.
- Uzbrojenie: W Grand Theft Auto były tylko cztery rodzaje broni: pistolet (zwykły i maszynowy), bazooka oraz miotacz ognia. Nowsze gry dawały możliwość używania granatów, koktajli Mołotowa, kijów, kastetów, karabinów snajperskich i szturmowych, nawet piły łańcuchowej i innych. Jednak w każdej grze są również pięści: w dwóch pierwszych GTA dało się jedynie ogłuszyć pieszych (choć niektóre postacie komputerowe mogły postać, w którą wcielał się gracz, nimi zabić), w trzeciej części dodano możliwość pobicia ze skutkiem śmiertelnym.
- Miasta: Pierwsza część (Grand Theft Auto) oferowała trzy duże miasta: Liberty City, San Andreas oraz Vice City. W GTA 2 było Anywhere City (dzielnice AC występowały jednak jako osobne plansze). W pozostałych grach też była jedna metropolia z różnymi sektorami (jednak można się dostawać z jednej części miasta do drugiej dzięki mostom). Warto też zauważyć, że Rockstar Games zawsze tworzył miasta w oparciu o Nowy Jork (GTA, GTA 2, GTA 3, GTA Advance, GTA Liberty City Stories, GTA 4, GTA The Lost And Damned, GTA The Ballad Of Gay Tony, GTA Chinatown Wars), Miami (GTA Vice City, GTA Vice City Stories), Los Angeles, San Francisco i Las Vegas (GTA San Andreas, GTA 5).
- Pojazdy: W Grand Theft Auto oprócz samochodów osobowych były ciężarówki, furgonetki, autobusy/autokary, taksówki, limuzyny, czołgi, cysterny, motorowery i szybkie motocykle. Były również samochody sportowe, pojazdy służb państwa (policji, pogotowia ratunkowego, straży pożarnej) i komunikacji miejskiej, czyli tramwaje. W jednej z misji pojawia się nawet łódka (sterowana nie przez gracza). W dodatku London pojawiły się również skutery oraz przyczepy kempingowe. W kolejnej odsłonie zabrakło pojazdów jednośladowych, ale było o wiele więcej innych pojazdów; tramwaje zostały zamienione na metro, pojawiły się jeepy oraz możliwość połączenia platformy/kabiny ciężarówki z naczepą (ponadto można było wstawić nieduży pojazd na tę naczepę). W GTA3 zabrakło motorów, a graczowi oddano do dyspozycji dodatkowo 3 rodzaje łodzi, helikoptery i samolot Dodo. W GTA VC po mniej więcej 5 latach znów można zasiąść na motorze, da się również sterować karawanem, hydroplanem i helikopterem (w dwóch misjach gracz ma możliwość sterowania samolotami zdalnie sterowanymi). Zaś łódź podwodną (znajduje się ona w San Fierro), traktory i kombajny gracz może zobaczyć dopiero w GTA San Andreas. Rowery występują w GTA San Andreas, GTA Vice City Stories oraz GTA V. Niektóre rodzaje pojazdów występują w kilku częściach gry, np. Banshee wzorowane na Dodge Viper występuje w 7 częściach gry (w zależności od czasu akcji występują jego nowsze, lub starsze wersje).
- Policja: W pierwszej wersji gry była tylko zwyczajna policja, do 4 poziomów Wanted Level (od pojedynczych nieuzbrojonych funkcjonariuszy po blokady i grupy z pistoletami maszynowymi). Innowacją w drugiej części było pojawienie się oddziałów S.W.A.T., FBI oraz armii amerykańskiej. Ponadto tam (i w późniejszych częściach) policjanci podczas patroli poruszają się również pieszo oraz gdy postać, w którą wciela się gracz, jest poszukiwana (nie ścigana) na jednym poziomie Wanted Level. Po jakimś czasie policja przestaje szukać gracza. Wszystkie te jednostki mają własne samochody. Dopiero od GTA3 samochody ustępują drogi gdy gracz jedzie np. radiowozem (lub innym służbowym autem) z włączoną syreną. Również służby ochrony prawa reagują na przestępstwa innych osób (np. złodziej aut, niecelowe przejechanie przechodnia czy uliczne strzelaniny) – ta opcja również pojawia się w GTA3, ale jest ona lekko niedopracowana (żeby uzyskać 1 Wanted Level należy zabić na ulicy kilka osób, to samo ma miejsce w Vice City), dopiero w San Andreas policja jest bardziej dociekliwa. Pewnym ułatwieniem jest to, że w San Andreas Wanted Level spada dosyć szybko (co kilka minut ubywa jedna „gwiazdka”). Łatwo jest uzyskać 3 Wanted Level, ciężko jest natomiast posiadać 6 „gwiazdek” (wtedy wojsko ma tylko jeden cel – zabić postać kierowaną przez gracza wszelkimi środkami, a ucieczka cywilnym pojazdem często kończy się wybuchem pod gąsienicami czołgu, albo zastrzeleniem CJ-a przez wojsko).

## Platformy
Gry z serii ukazały się na różne platformy, głównie na PC, PlayStation, PlayStation 2 i Xbox'a. Dwie pierwsze części cyklu ukazały się na PC i PlayStation, trójwymiarowe części serii (począwszy od GTA III) zostały wydane najpierw na PlayStation 2, a dopiero potem przeniesione na PC i Xbox'a (wyjątkiem jest Grand Theft Auto IV, która jak dotąd ukazała się równocześnie na PlayStation 3 oraz Xbox'a 360, dopiero później została skonwertowana na PC). Pojawiło się także Grand Theft Auto Advance, przeznaczone dla posiadaczy Game Boy Advance. W listopadzie 2005 r. ukazała się także wersja dla nowej konsoli PlayStation Portable, zatytułowana Grand Theft Auto: Liberty City Stories, a w 2006 Grand Theft Auto: Vice City Stories. Grand Theft Auto: Chinatown Wars ukazało się 17 marca 2009 r. na konsolę NDS, w styczniu wydano port gry na platformę iOS oraz na PSP.